# ジャニーズJr.dex
『ジャニーズJr.dex』（ジャニーズジュニア デックス）は、フジテレビで毎月1回日曜午前2:00 - 3:00（土曜深夜、JST）で放送されていたバラエティ番組である。2017年10月22日（10月21日深夜）から2018年3月4日（3月3日深夜）まで6回にわたって放送された。
「index」を略したタイトルにはカタログや図鑑の意味が込められており、キャプテンを務めるMr.KINGとPrinceそれぞれのチームに分かれ、バトルを通じて成長する姿がカタログ形式で紹介される。

## 出演

### 司会進行・実況
- 中村光宏（フジテレビアナウンサー）（第1回のみ）
- スピードワゴン（井戸田潤、小沢一敬）（第2回 - ）
- 榎並大二郎（フジテレビアナウンサー）（第6回のみ）

### キャプテン
- Mr.KING[1]（平野紫耀、永瀬廉、髙橋海人）
- Prince[1]（岸優太、神宮寺勇太、岩橋玄樹）

### プレイヤー
- HiHi Jet[1]（橋本涼、井上瑞稀、猪狩蒼弥、髙橋優斗）
- 東京B少年[1]（那須雄登、佐藤龍我、浮所飛貴、岩﨑大昇、藤井直樹、金指一世）
- SixTONES[1]（ジェシー、髙地優吾、京本大我、松村北斗、森本慎太郎、田中樹）
- Snow Man[1]（岩本照、深澤辰哉、渡辺翔太、宮舘涼太、佐久間大介、阿部亮平）
- Love-tune[1]（安井謙太郎、萩谷慧悟、真田佑馬、森田美勇人、諸星翔希、長妻怜央、阿部顕嵐）
- Travis Japan[1]（宮近海斗、中村海人、吉澤閑也、七五三掛龍也、川島如恵留、松田元太、松倉海斗）
- 宇宙Six[1]（山本亮太、江田剛、林翔太、松本幸大、目黒蓮、原嘉孝）
- MADE[1]（秋山大河、稲葉光、福士申樹、冨岡健翔）

## 放送リスト
| 放送回 | 放送日               | 出演メンバー                                                                                     | 備考 |
| ------ | -------------------- | ------------------------------------------------------------------------------------------------ | ---- |
| 1      | 10月22日（21日深夜） | Mr.KING、Prince                                                                                  |      |
| 2      | 11月12日（11日深夜） | Mr.KING、Prince、HiHi Jet、東京B少年、Love-tune                                                  |      |
| 3      | 12月03日（02日深夜） | Mr.KING、Prince、Travis Japan、Snow Man                                                          |      |
| 4      | 01月14日（13日深夜） | Mr.KING、Prince、Snow Man、SixTONES                                                              |      |
| 5      | 02月04日（03日深夜） | Mr.KING、Prince、HiHi Jet、東京B少年、SixTONES                                                   |      |
| 6      | 03月04日（03日深夜） | Mr.KING、Prince、HiHi Jet、東京B少年、Snow Man、SixTONES、Love-tune、Travis Japan、宇宙Six、MADE |      |

## スタッフ
- ナレーション：井戸田潤（スピードワゴン）（第1回のみ）
- 構成：コバヤシマナブ、長谷川優、鹿谷忠弘、石原慎也
- TP：高瀬義美
- TD：斉藤伸介
- CAM：伊郷憲二、遠藤俊洋、上田容一郎、渡邊健太郎
- VE：齋藤雄一
- 音声：松本良道
- 照明：谷口明美、根本進
- 美術プロデューサー：吉田敬
- 美術進行：椛田学
- メイク：山田かつら
- スタイリスト：柴田拡美
- 音響効果：大平拓也（4-Legs）
- CG：三浦嘉大
- TK：水越理恵
- 編集：井上三郎、丸山美穂、深澤義輝、藤本麻衣子
- MA：水野学、渡邊優久、土屋信
- 美術協力：フジアール
- 技術協力：ニューテレス、IMAGICA、fmt
- 協力：ジャニーズ事務所
- 編成：春名剛生、狩野雄太
- 広報：瀬田裕幸
- ホームページ：竹脇しをり
- デスク：古賀美由紀
- アソシエイトプロデューサー：行武直高、青木僚平
- AP：貞本有紀
- ディレクター：鷹見睦、廣井敦、森田幸子、忍穂井綾
- 演出：篠崎友和
- プロデューサー：堀川香奈、菊岡郁枝
- チーフプロデューサー：浜野貴敏
- 制作協力：SPINGLASS
- 制作著作：フジテレビ